# Gratianus (usurpator)
Gratianus II (gestorven ca. februari 407) was een Romeinse usurpator in Britannia van 406-407. Over deze keizer is weinig bekend. In de overlevering wordt slechts summier over hem geschreven, en wat latere historici over Gratianus schrijven bestaat voor het merendeel uit veronderstellingen.

## Geschiedenis
Na de moord op de usurpator Marcus werd Gratianus eind 406, waarschijnlijk rond oktober, door het leger in Britannia tot keizer uitgeroepen. Uit hetgeen dat door Orosius over hem is opgetekend, valt af te leiden dat hij een Romano-Brit was, behorende tot de stedelijke aristocratie mogelijk een curialis. Zijn verheffing in het purper als niet-militaire functionaris door het leger doet vermoeden dat er destijds kwesties speelden waarvan het leger dacht dat deze beter door een burgerfunctionaris konden worden afgehandeld, zoals loon, of misschien meningsverschillen tussen de Comes Britanniarum, de Comes Litoris Saxonici en de Dux Britanniarum.
Gratianus' usurpatie viel samen met een enorme barbaarse invasie die Gallië was binnengedrongen; op de laatste dag van december 406. Gedurende 407 verspreidden deze zich over Noord-Gallië richting Boulogne. Zosimus schreef dat de troepen in Britannia een invasie over het Engelse Kanaal vreesden.
De Britse historicus J.B. Bury suggereerde dat Stilicho, de magister militum van  keizer Honorius, en die belast was met de verdediging van het Rijk, zelf de omstandigheden veroorzaakte die leidde tot de barbaarse invasie van Gallië en de usurpatie, omdat hij meer belang hechtte aan zijn campagnes tegen de Germaanse legers van Radagaisus en Alarik I.
Toen het nieuws over de invasie van de barbaren en hun snelle nadering naar Boulogne (de belangrijkste haven van waaruit de bevoorrading en troepen naar Groot-Brittannië zou komen), doordrong tot Britannia raakte het leger in beroering. Er wordt gespeculeerd dat het leger naar Gallië wilde oversteken om de barbaren te stoppen, maar Gratianus beval hen te blijven. Ontevreden hiermee vermoordden de troepen hem na een regering van vier maanden en kozen ze begin februari Constantijn III als hun leider.

## Overig
Geoffrey van Monmouth beschrijft een soortgelijk personage, genaamd Gracianus Municeps, die waarschijnlijk dezelfde figuur is.